# Giacomo Spazzio

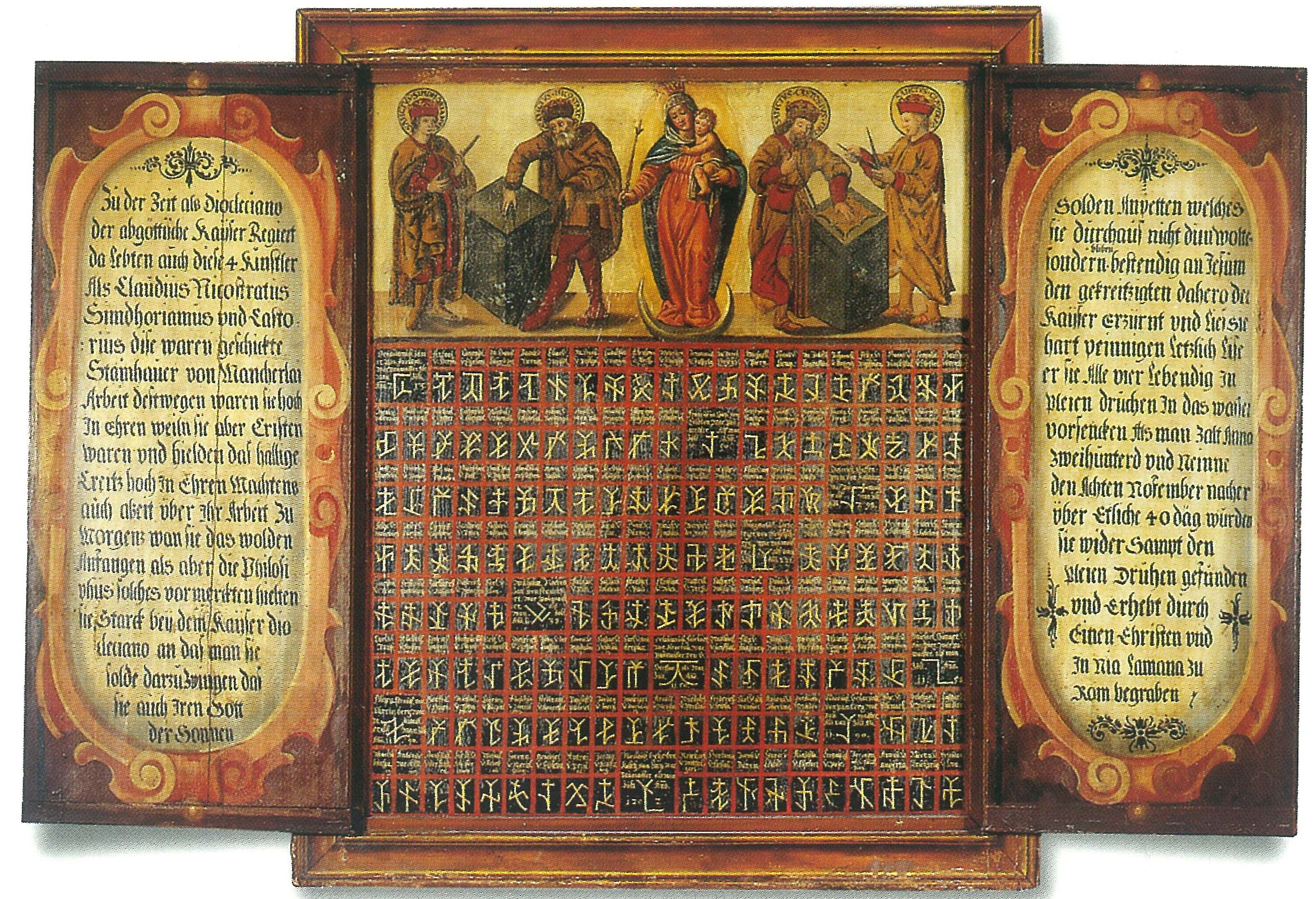
Meistertafeln der Wiener Bauhütte

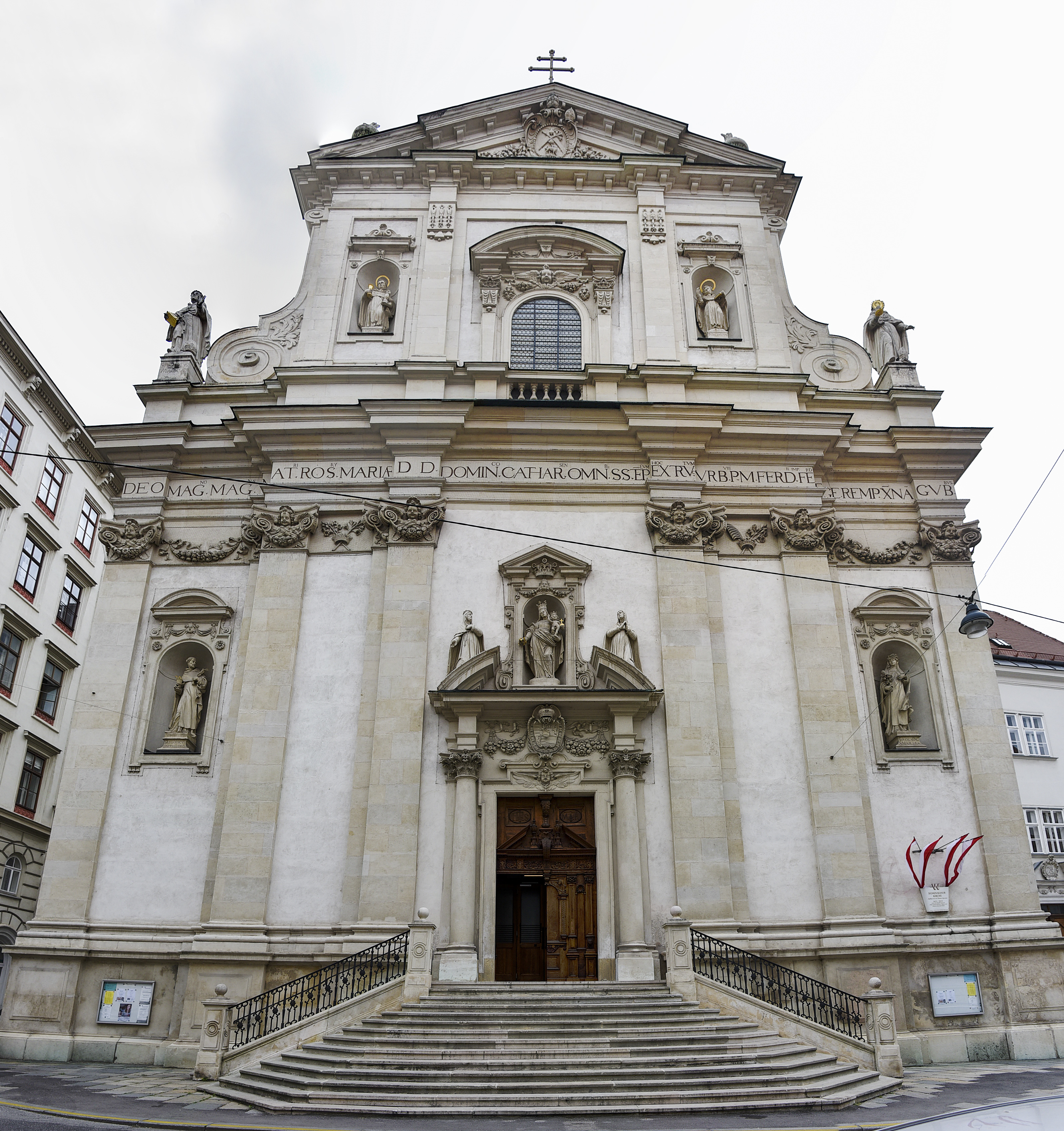
Dominikanerkirche in Wien

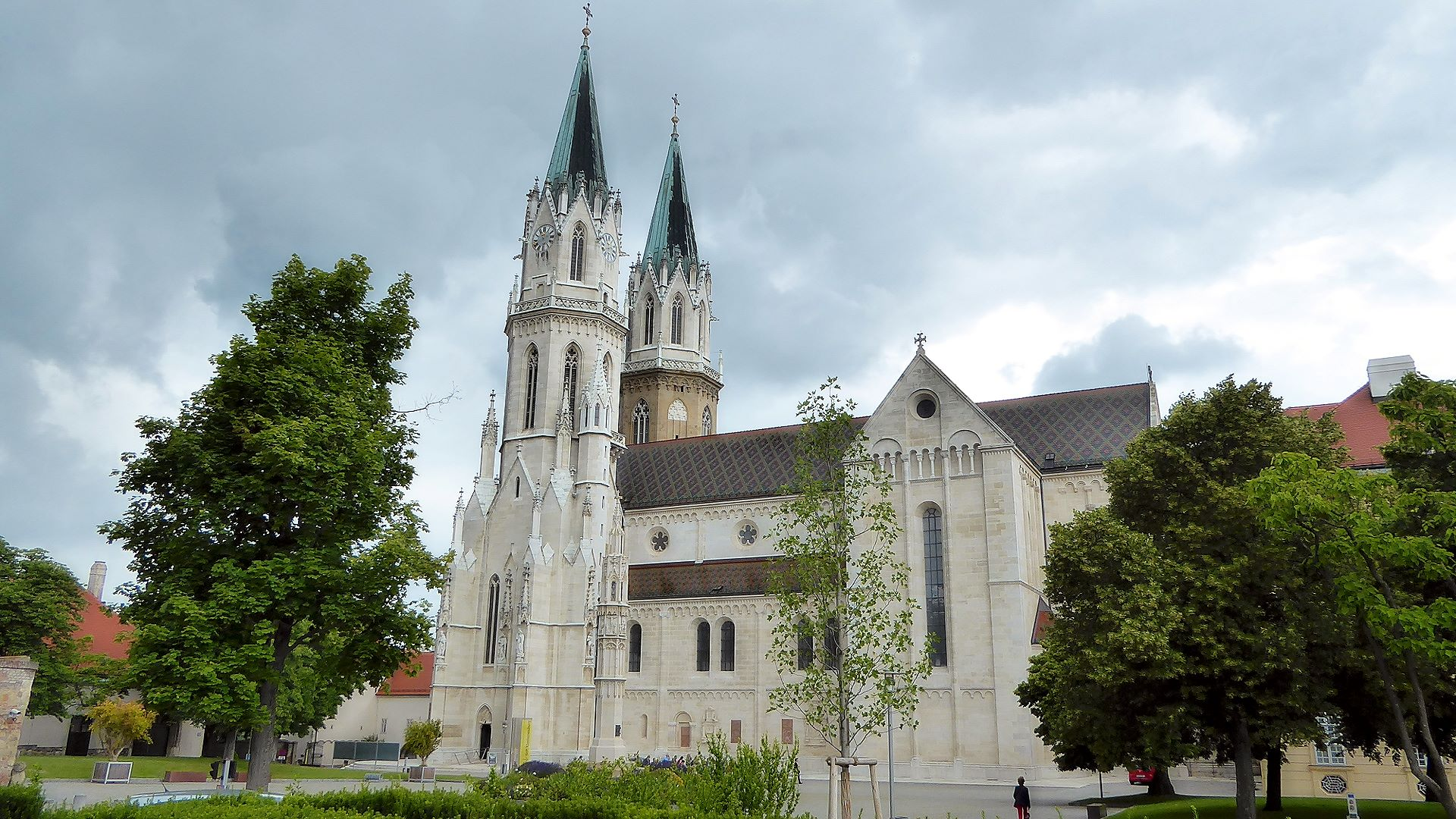
Stift Klosterneuburg

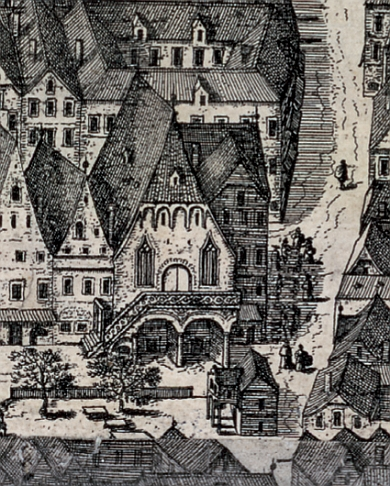
Schranne, ältestes Gerichtsgebäude Wiens. Spazzi 1652 Jacob Hoefnagel

Giacomo Spazzio (Johann Jacob Spatz, Jacob Spaz. * um 1590 in Lanzo d’Intelvi, Lombardei; † 14. April 1654 in Wien) war ein Architekt, Baumeister und Wiener Bürger.

## Leben

### Familie
Giacomo heiratete Simona (wohl in Lanzo), sie starb in Wien im November 1639. Am 2. März 1642 ehelichte der Witwer Eva, Tochter von Caspar und Elisabeth Georgen von Güllingen (?) mit den Trauzeugen Simone Retacco und Domenico Carlone. Nachkommen waren u. a. am 18. Oktober 1623 Andreas, mit den Taufpaten Johann Baptist Carlone, Antonio Pozzo und Anna Maria, er starb. Mit Frau Eva am 12. September 1644 Andreas.
Wohnort: Mit Ehefrau Simona kaufte er 1630 ein Haus in der Stadt, Wollzeile 11, Essiggasse 1;  von 1640–1642, das Haus Kohlmarkt 1

#### Kaiserlicher Fortifikationswerkmeister
Ais Fortifikationswerkmeister wurde Jacob Spatz von 1622-1643 in kaiserlichen Diensten beim Wiener Festungsbau, den städtischen Toren und Basteien, beschäftigt.

#### Erster italienischer Meister auf dem Ehrentabernakel
Die ersten italienischen bürgerlichen Baumeister von Wien waren laut Meistertafeln 1629: Jacob (S)Pätz, Peter (S)Pätz und Simon Redeck. Unabhängig der Vorzeiten.

### Handwerk der Steinmetzen und Maurer in der kaiserlichen Haupt- und Residenzstadt Wien
- Am 13. Dezember 1624 verfassten die wälschen Meister ein Gesuch an Kaiser Ferdinand II. Sie forderten eine neue Handwerksordnung, dass Bauherrn, die ihnen Arbeit geben, nicht verderbt, beschuldigt werden, sondern Ordnung und Beständigkeit einkehre.
- Am 8. März 1636 forderten sie jährliche Gottesdienste in St. Stephan mit eigenen Fahnen. Dieses Ansuchen um Genehmigung unterschrieben die wälschen Meister Jacob Spazzio, Simone Retacco als Sprecher der italienischen Meister, Pietro Spazzio, Giovanni Batista Orsi und Giacomo Petruzzy.

#### 1644 Zechmeister, Melchior Grundtner, Steinmetz und Jacob Spazzio, Maurer
Ferdinand III. erließ am 30. Juli 1644 eine neue Handwerksordnung, damit hörten die Differenzen zwischen den Italienern und Deutschen im Handwerk der Maurer und Steinmetzen endgültig auf.
- Steinmetze und Maurer wechselten jährlich im Amt des Zechmeisters, so wurde Maurermeister Jacob 1645 zum Oberzechmeister gewählt.

#### Lehrmeister
Franciscus Piazoll kam 1629 aus dem „Mailändischen“ zur Wiener Bauhütten, um am 2. Februar beim Maurermeister Jacob Spazzio, sein Landsmann, in die Lehre zu gehen. Als Meister heiratete er Johanna Ferrethin.

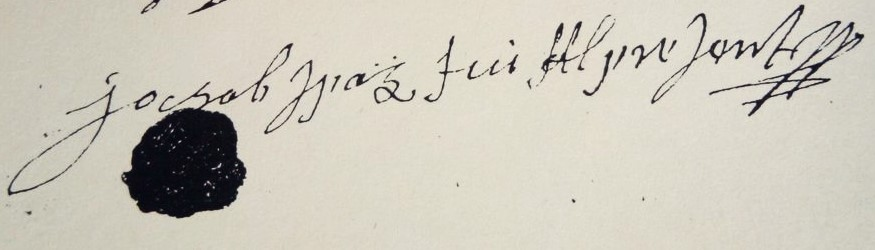
Unterschrift mit Siegel Jacob Spaz 1648

### Werke

#### Dominikanerkirche in Wien
Die Dominikanerkirche war direkt an die Stadtmauer angebaut. Durch die erste Türkenbelagerung zerstört, erfolgte der Wiederaufbau ab 1631 nach einem Entwurf von Giovanni Giacomo Tencalla mit den Baumeistern Jakob Spatz, Cypriano Biasino und Antonio Canevale.

#### Stift Klosterneuburg
Das Stift Klosterneuburg wurde barock umgestaltet, daran waren die Architekten Andrea Retti von 1634–1635, Johann Jakob Spaz von 1636–1637 und Giovanni Battista Carlone von 1638–1644 beteiligt.

#### Schranne, ältestes Stadtgerichtshaus in Wien
Bei der Schranne auf dem Hohen Markt 5 erfolgten 1652 Umbauarbeiten durch Baumeister Giacomo Spazzi.